# Josef Havel (politik)
Josef Havel (11. října 1900 – ???) byl český a československý politik Komunistické strany Československa a poúnorový poslanec Národního shromáždění ČSR.

## Biografie
V roce 1948 se uvádí jako přednosta stanice ČSD a předseda okresního národního výboru v Berouně, bytem Hýskov.
Ve volbách roku 1948 byl zvolen do Národního shromáždění za KSČ ve volebním kraji Praha-venkov. V parlamentu zasedal až do konce funkčního období, tedy do voleb v roce 1954.